# Zell (Zürich)
Zell is een gemeente en plaats in het Zwitserse kanton Zürich, en maakt deel uit van het district Winterthur.
Zell telt 4746 inwoners.